# Одарюк, Тамара Семёновна
Тамара Семёновна Одарюк (род. 1932) — советский и российский учёный-онколог, специалист в области онкопроктологии, доктор медицинских наук (1981), профессор (1988). Заслуженный врач Российской Федерации (1999). Лауреат Государственной премии СССР в области науки и техники (1985).

## Биография
Родилась 27 апреля 1932 году в Бишкеке.
С 1949 по 1956 годы обучалась на лечебном факультете Киргизского государственного медицинского института. С 1956 года работала по распределению терапевтом Киргизской республиканской клинической больницы в городе Фрунзе.
С 1959 по 1961 годы работала в отделение неотложной хирургии Киргизской республиканской клинической больницы. С 1961 по 1965 годы Т. С. Одарюк училась в аспирантуре кафедры оперативной и топографической анатомии Киргизского государственного медицинского института. В 1965 году Т. С. Одарюк защитила кандидатскую диссертацию на тему: «Гомопластика артерий с преодолением тканевой несовместимости методом тотального замещения крови».
С 1965 года работала в качестве хирурга и заведующего отделением неотложной хирургии Фрунзенской городской клинической больницы. С 1968 по 1970 годы — младший и старший научный сотрудник НИИ онкологии и радиологии.
С 1970 по 1973 годы — младший научный сотрудник хирургической клиники НИИ скорой помощи имени Н. В. Склифосовского.
С 1973 года Т. С. Одарюк переходит на работу в Государственный научный центр колопроктологии, прошла все научно-руководящие должности в этом центре от младшего научного сотрудника до заведующего отделением онкопроктологии.
В 1981 году Т. С. Одарюк защитила докторскую диссертацию по теме: «Брюшноанальная резекция прямой кишки с низведением дистальных отделов ободочной кишки в анальный канал». В 1988 году Т. С. Одарюк было присвоено звание профессора. В 1985 году «за разработку и внедрение в клиническую практику новых методов проведения операций с использованием магнито-механических систем при заболеваниях желудочно-кишечного тракта и деформациях грудной клетки» Т. С. Одарюк была удостоена — Государственной премии СССР.
Основными приоритетами в научной и практической деятельности Т. С. Одарюк были вопросы лечения рака прямой кишки. Исследования, проведённые отделением онкопроктологии под руководством Т. С. Одарюк позволили внедрить в широкую клиническую практику комбинированные и расширенные операции при распространённых формах рака прямой кишки, признаваемых ранее неоперабельными и доказать обоснованность применения симультанных операций при сопутствующих заболеваниях, требующих хирургического лечения. Большой вклад Т. С. Одарюк был внесён в разработку методов профилактики, диагностики и лечения рецидивов рака. Т. С. Одарюк был изменён традиционный подход к лечению рака нижнеампулярного отдела прямой кишки, позволяющий сохранить замыкательный аппарат у большинства больных. Были разработаны оригинальные способы пластических операций, направленных на восстановление утраченных функций путем создания неоректума и неосфинктеров.
Под руководством Т. С. Одарюк на базе отделения онкопроктологии было защищено —7 докторских и 32 кандидатских диссертации. Написанные совместно с В. Д. Фёдоровым и Г. И. Воробьевым монографии «Рак прямой кишки» (1984) и «Клиническая оперативная колопроктология» (1994) до настоящего времени являются настольными книгами большинства хирургов-колопроктологов. Т. С. Одарюк — автор более 300 научных работ, в том числе 18 патентов на изобретения.

## Основные работы
- Одарюк Т. С. Гомопластика артерий с преодолением тканевой несовместимости методом тотального замещения крови / Киргиз. гос. мед. ин-т. — Фрунзе : 1964 г. — 16 с.
- Одарюк Т. С. Колостома / М-во здравоохранения СССР, Гл. упр. лечеб.-профилакт. помощи; Т. С. Одарюк, Ю. А. Шелыгин. — М. : 1981 г. — 17 с.
- Одарюк Т. С. Современные методы лечения рака прямой кишки / В. Д. Федоров, Т. С. Одарюк. — М. : ЦОЛИУВ, 1983 г. — 24 с.
- Одарюк Т. С. Рак прямой кишки / В. Д. Федоров, Т. С. Одарюк, В. Л. Ривкин и др.; Под ред. В. Д. Федорова. — 2-е изд., перераб. и доп. — М. : Медицина, 1987 г. — 318 с.
- Одарюк Т. С. Диагностика и лечение рецидивов рака прямой кишки / С. И. Севостьянов, Г. И. Воробьев, Т. С. Одарюк; Ассоц. врачей-проктологов России, Гос. науч. центр проктологии МЗ России. — М. : Ассоц. врачей-проктологов России : ГНЦП, 1994 г. — 15 с.
- Федоров В. Д., Воробьева Г. И., Ривкина В. Л., Одарюк Т. С. Клиническая оперативная колопроктология: Руководство для врачей / Под редакцией Федорова В. Д., Воробьева Г. И., Ривкина В. Л. — М.: ГНЦ проктологии, 1994 г. — 432 с.
- Одарюк Т. С. Хирургия рака прямой кишки / Т. С. Одарюк, Г. И. Воробьев, Ю. А. Шелыгин. — М. : Дедалус, 2005 г. — 254 с. — ISBN 5-902879-01-9

## Награды
- Орден Почёта (2003)

### Премии
- Государственная премия СССР в области науки и техники (1985 — «за разработку и внедрение в клиническую практику новых методов проведения операций с использованием магнито-механических систем при заболеваниях желудочно-кишечного тракта и деформациях грудной клетки»

### Звания
- Заслуженный врач Российской Федерации (1999)